# Francisco Beltrão (gemeente)
Francisco Beltrão is een gemeente in de Braziliaanse deelstaat Paraná. De gemeente telt 76.311 inwoners (schatting 2009).

## Aangrenzende gemeenten
De gemeente grenst aan Ampére, Bom Sucesso do Sul, Enéas Marques, Flor da Serra do Sul, Itapejara d'Oeste, Manfrinópolis, Marmeleiro, Nova Esperança do Sudoeste, Renascença en Verê.